# Marrubium cuneatum
Marrubium cuneatum là một loài thực vật có hoa trong họ Hoa môi. Loài này được Banks & Sol. mô tả khoa học đầu tiên năm 1794.